# Муар, Шарль-Жак
Шарль-Жак Муа́р (фр. Charles-Jacques Mouard FMCap; 22 ноября 1828, Франция — 14 июля 1890, Лахор, Британская Индия) — католический прелат, ординарий епархии Лахора, член монашеского ордена капуцинов.

## Биография
Шарль-Жак Муар родился 22 ноября 1828 года во Франции. В 1851 году вступил во францисканский монастырь капуцинов. 26 мая 1855 года был рукоположён в священника.
8 августа 1882 года Римский папа Лев XIII назначил Шарль-Жака Муара титулярным епископом Сидонии и апостольским викарием апостольского викариата Сейшельских островов. 29 октября 1882 года Шарль-Жак Муар был рукоположён в епископа.
10 августа 1888 года Шарль-Жак Муар был назначен ординарием епархии Лахора.
Умер 14 июля 1890 года в Лахоре.

## Источник
- Hierarchia Catholica Medii et Recentioris Aevi, Volume 8, стр. 81, 330